# Nikolaj Koch-Hansen
Nikolaj Witthøft Koch-Hansen (født 11. marts 1986) er en dansk tidligere håndboldspiller. Han var kendt for at kunnde spille alle tre backpositioner. Han spillede for AG Håndbold, FCK Håndbold, Ajax Heroes, Team Sydhavsøerne, TMS Ringsted og Franske US Creteil.
Han indstillede oprindeligt karrieren i 2019, men vendte tilbage til håndbolden 18 måneder senere, da TMS Ringsted var plaget af skader, hvor han spillede den sidste halvdel af sæsonen.
Han er lillebror til sin tidligere holdkammerat i FCK, Sebastian Witthøft Koch-Hansen.